# Giovanni Cucchiari
Giovanni Cucchiari (San Ginesio, 26 novembre 1894 – Monte Podgora, 24 giugno 1915) è stato un militare italiano, insignito della Medaglia d'oro al valor militare alla memoria per il coraggio dimostrato in combattimento durante la Prima battaglia dell'Isonzo.

## Biografia
Nato da una famiglia con parenti militari, Giovanni studiò nell'Accademia delle Belle Arti di Ravenna, per poi arruolarsi volontario nel Regio Esercito nel 1914 e il suo ruolo d'ufficio fu nell'11º Reggimento fanteria "Casale" nel comune di Udine.
Chiamato dal Reggimento a combattere nella guerra all'Austria, stanziò vicino al Monte Podgora. Con l'inizio della prima battaglia dell'Isonzo, il 24 giugno proprio sul monte, Giuseppe si offrii volontario in una pattuglia che tentava di aprire un varco tra le linee nemiche, perdendo la vita sotto una scarica di proiettili nemici.